# آیرک
آیرک (به ارمنی: Այրք) یک روستا در ارمنستان است که در استان گغارکونیک واقع شده‌است.  در ۸۰ کیلومتری جنوب شرق گاوار، مرکز استان گغارکونیک واقع شده است.

## خصوصیات
آیرک ۴۴۱ نفر جمعیت دارد و ۲٬۱۵۵ متر بالاتر از سطح دریا واقع شده‌است.
| سال   | ۱۸۹۷  | ۱۹۲۶  | ۱۹۳۹  | ۱۹۵۹ | ۱۹۷۰  | ۱۹۷۹  | ۲۰۰۱ | ۲۰۰۴ |
| جمعیت | ۱٬۰۰۴ | ۱٬۰۰۳ | ۱٬۴۷۴ | ۹۳۰  | ۱٬۳۲۲ | ۱٬۶۳۲ | ۴۴۱  | ۴۹۶  |

## جاذبه‌های تاریخی

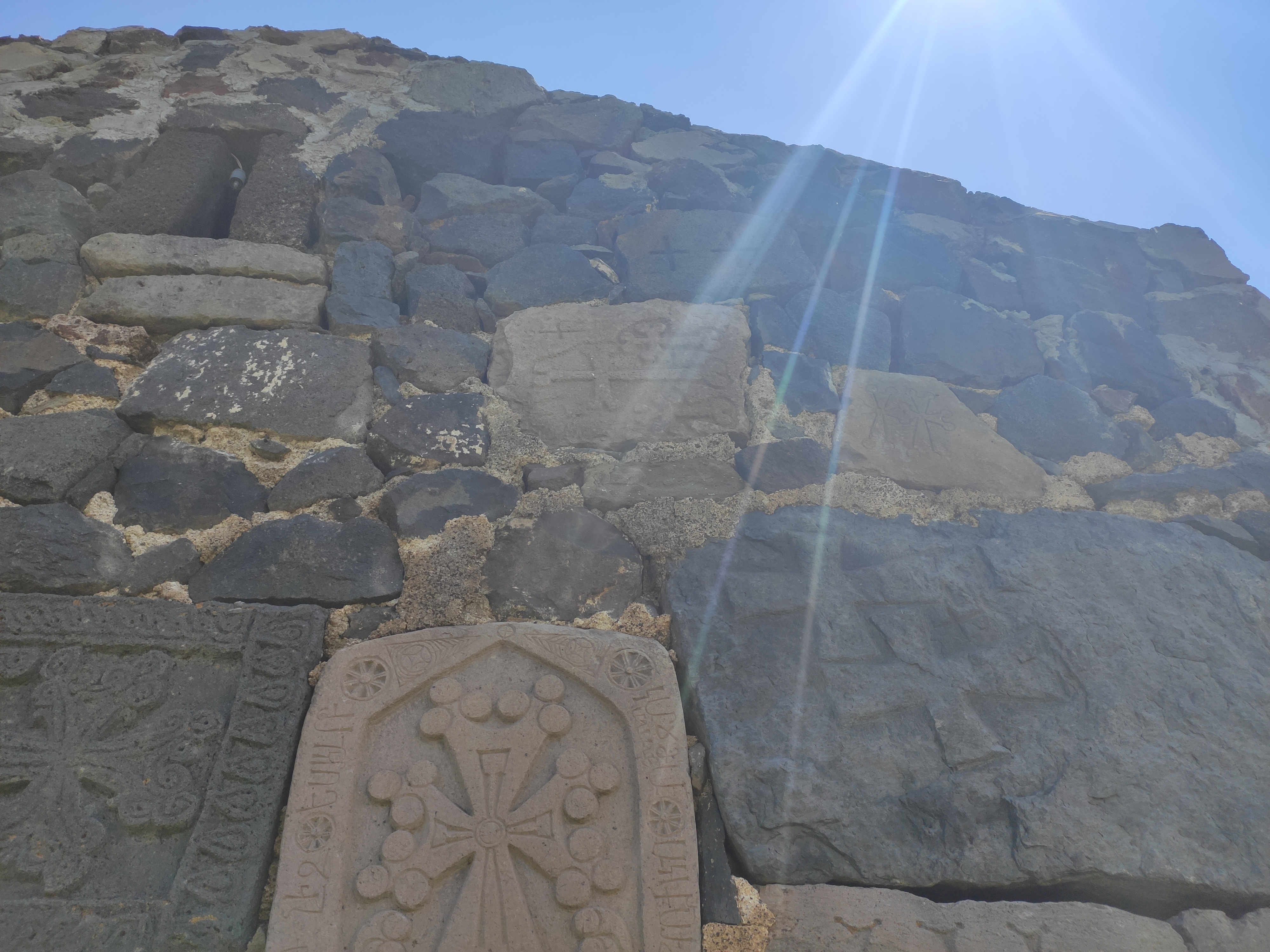
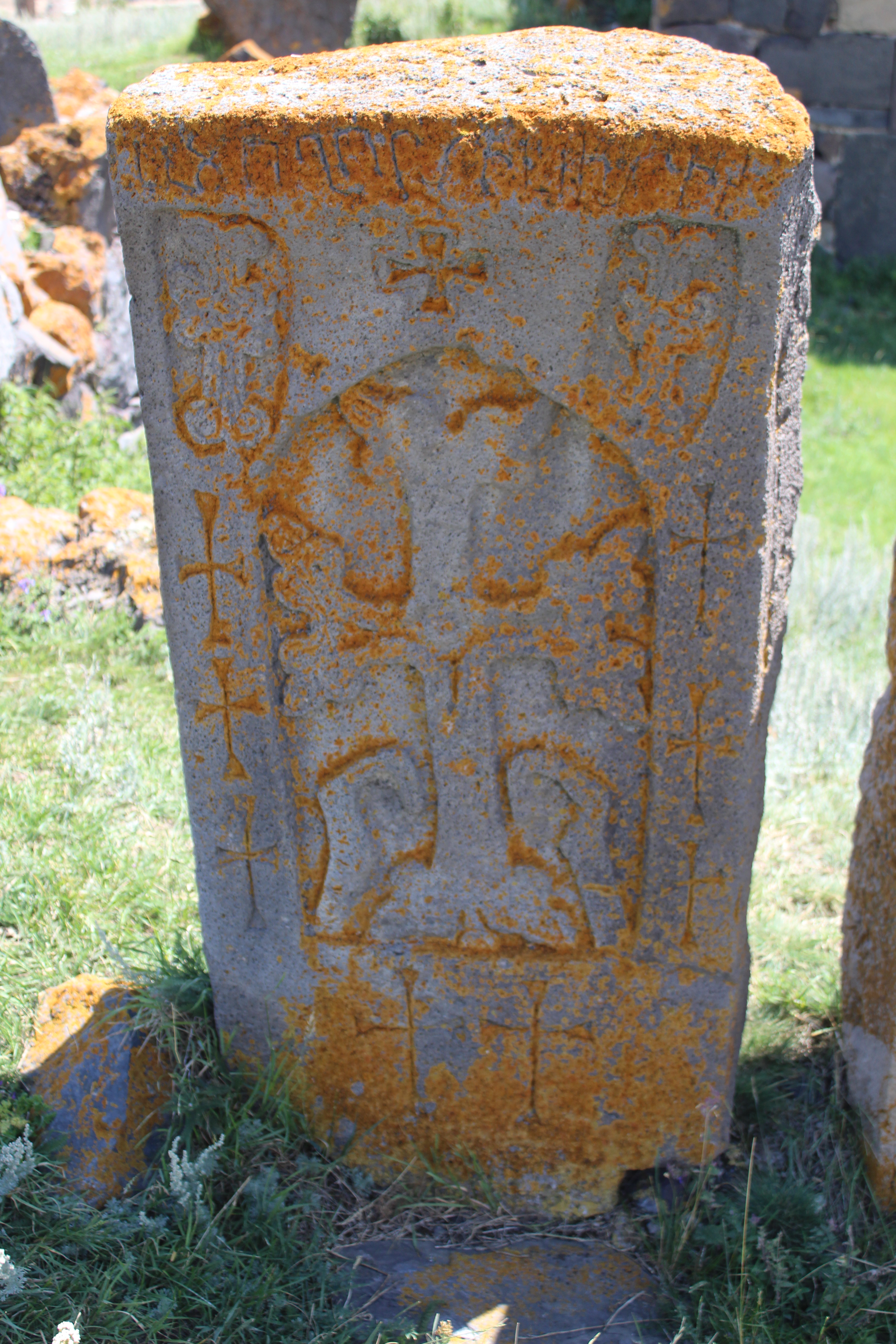
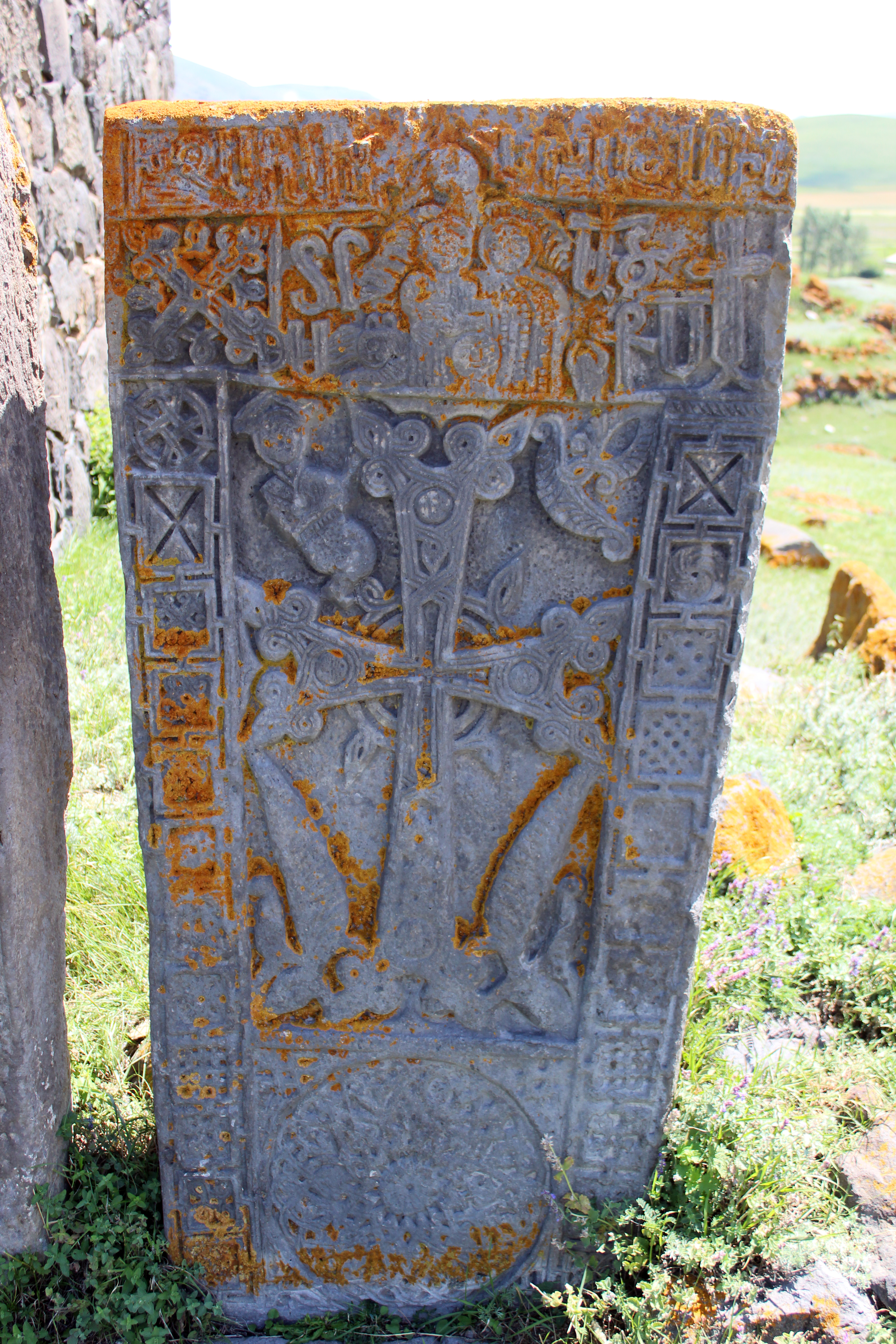